# Róg Lehela

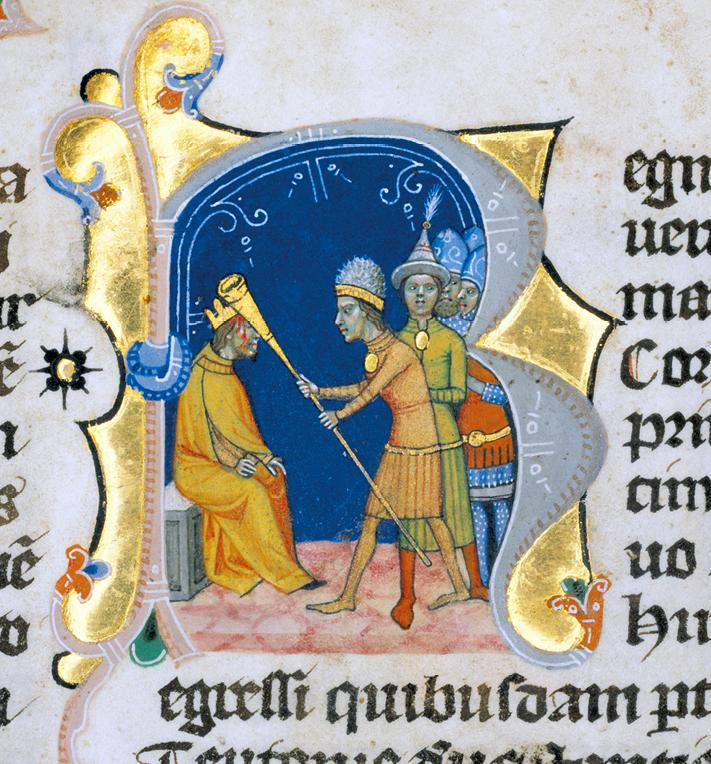
Róg Lehela w Kronice Ilustrowanej

Róg Lehela albo Róg Léla, róg jednego z wodzów (Lehela, zwanego też Lélem) uczestniczących w łupieżczych wyprawach Madziarów w X wieku, potomka księcia Arpada. Według jednej z legend wódz Lehel dostał się do niewoli podczas bitwy na Lechowym Polu. Gdy potem doprowadzono go przed oblicze „cesarza Konrada”, tak mocno uderzył go w czoło swoim rogiem, że cesarz umarł. W Muzeum Jasyjskim w Jászberény przechowuje róg z kości słoniowej, który zgodnie z tradycją jest uważany za róg Lehela.

## Róg Lehela w kronikach
Już Anonymus w swoim, powstałym ok. 1200 roku dziele Gesta Hungarorum, wspomina o rogu Lehela: „Syn Tasa, Lél, zadął w swój róg, syn Bogáta, Bulcsú uniósł chorągiew i w pierwszym szeregu wojska ruszyli do boju z Grekami”, (wyprawa wodza Salána przeciwko wodzowi Árpádowi). W związku ze śmiercią Lehela, Anonymus wie tyle, że „Lél i Bulcsú dostali się do niewoli i zakończyli swe żywoty na szubienicy nad rzeką Inn” (śmierć Léla i Bulcsú).
Już w kronice Marka z Kaltu, a potem w kronice Jánosa Thurócziego (XIV i XV wiek), zgodnie z  przywołaną legendą Lehela, w pojmaniu i straceniu Lehela i Bulcsú, róg Lehela gra ważną rolę: „Cesarz rzekł im tak: «Wybierzcie sobie taką śmierć, jakiej chcecie!» Lehel odrzekł tak: «Przynieście tu mój róg, w którego najpierw zadmę, a potem ci odpowiem». Przynieśli mu róg, a ten zbliżając się do cesarza i szykując się do zadęcia, mocno uderzył cesarza w czoło, zabijając go jednym ciosem. I tak mu rzekł: «Przede mną pójdziesz i będziesz mi służył na tamtym świecie». Bo takie wierzenie u Scytów, że kogo za życia zabiją, ci będą im służyć na tamtym świecie. Niezwłocznie ich pochwycono i powieszono na szubienicy w Ratyzbonie”.
Jeden z inicjałów w Kronice Ilustrowanej Marka z Kaltu ukazuje legendarnego wodza Lehela z długim, prostym rodzajem trąby o wąskiej menzurze, wykonanym z metalu, a może z drewna.
Prawdziwość treści legendy już w XIII wieku podaje w wątpliwość Szymon z Kezy: „Niektórzy baśniowo twierdzą, że zostali straceni inaczej, że kiedy zostali postawieni przed cesarzem, jeden z nich mógłby uderzeniem swego rogu zabić cesarza, ale pewnym jest, że ta bajka przeczy wiarygodności, a kto w coś takiego wierzy, zdradza słabość umysłu, ponieważ przestępców doprowadzano przed oblicze księcia ze skrępowanymi rękami”'.
W węgierskiej legendzie o Lehelu (mylnie) wymieniona postać „cesarza Konrada”, prawdopodobnie wskazuje na Konrada Czerwonego (922–955), zięcia cesarza Ottona I, który stracił życie, walcząc z Madziarami.

## „Róg Lehela” w Muzeum Jasyjskim

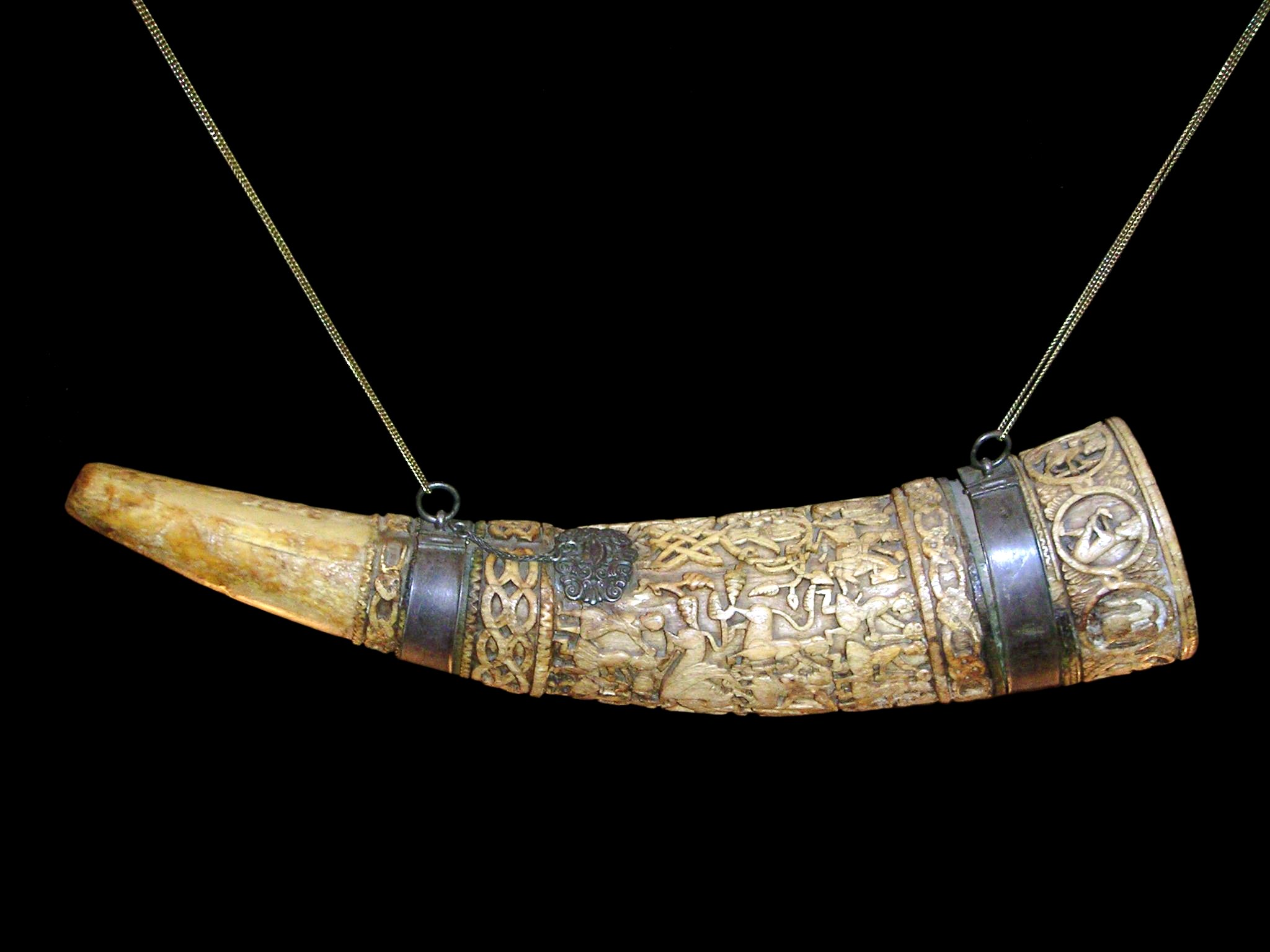
„Róg Lehela” w Muzeum Jasyjskim

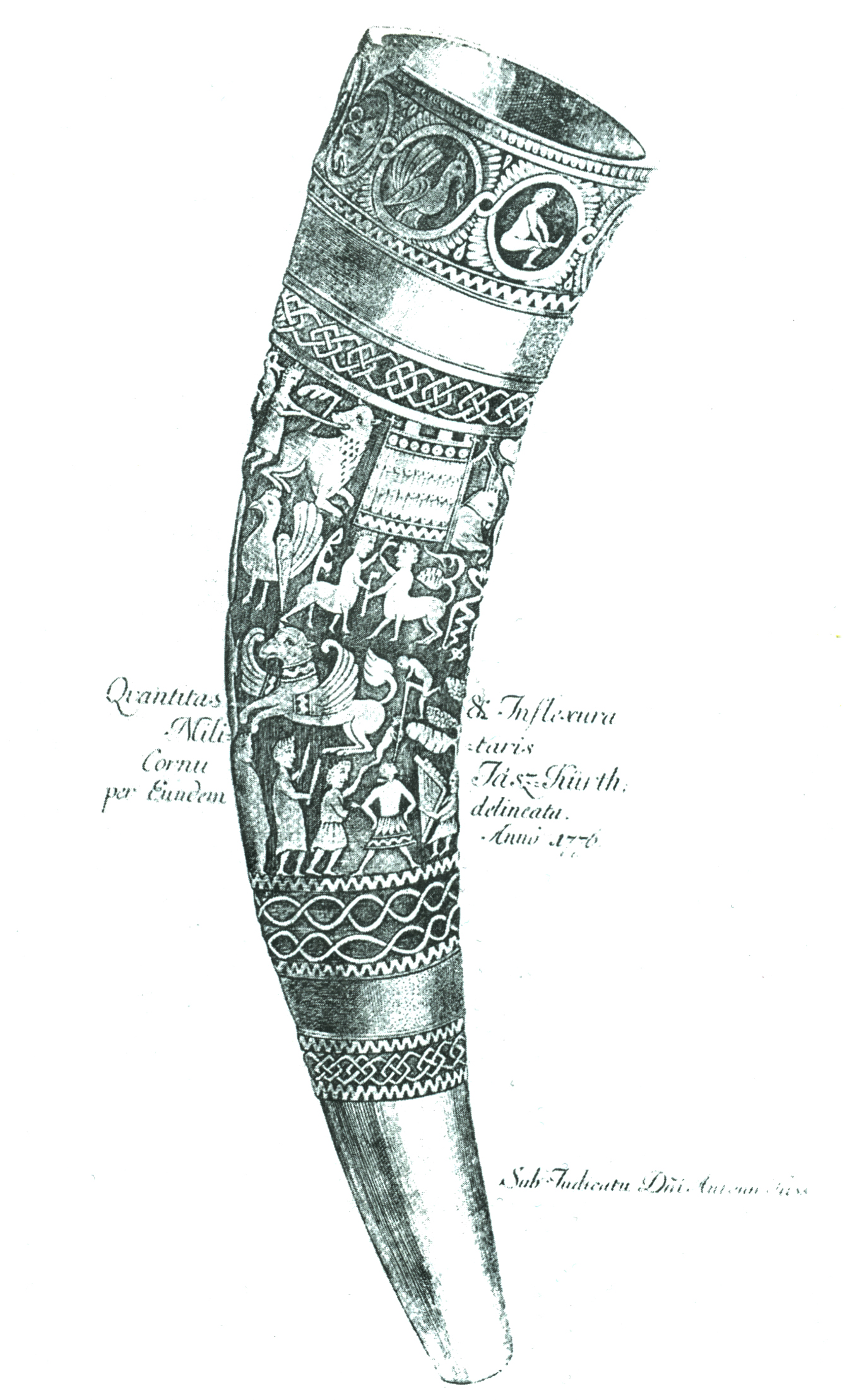
Przedstawienie na miedziorycie z 1776 roku

Pod nazwą „rogu Lehela” przechowywany jest w Muzeum Jasyjskim w Jászberény róg z kości słoniowej. Instrument muzyczny jest przypuszczalnie pochodzenia bizantyjskiego i pochodzi z X–XI wieku. Ma długość 43 cm, a na jego obrzeżu brakuje małego kawałeczka. Nigdy nie trafił do ziemi, zawsze był strzeżony i traktowany jako przedmiot kultu, dlatego też można przypuszczać, że jest pamiątką z czasów powstawania państwa węgierskiego.
Róg z Jászberény po raz pierwszy wspomniany został w 1642 roku jako własność miasta, ale jego wcześniejsze losy nie są znane. Do końca XVIII wieku nazywano go „rogiem jasyjskim”. Używano w Jászberény jako insygnium naczelnika Jasów oraz jako rogu do picia przy uroczystych okazjach. Rogu nie łączono jeszcze wtedy z imieniem wodza Lehela, a nawet w opactwie benedyktyńskim w Melku jako „róg Lehela” przechowywano wielki róg wołu.
Po raz pierwszy róg z Jászberény utożsamił z rogiem Lehela Ferenc Molnár, naczelnik Jasów i Kumanów w swoim zeszycie z 1788 roku. Stwierdził w nim, że róg wyszczerbił się wtedy, gdy wódz zabił jego uderzeniem „cesarza Konrada”. Z kolei według Antala Décsyego, prawnika i historyka, róg był naczyniem ofiarnym jednego z bóstw moabickich i przez Bizancjum, dzięki cesarzowej Teodorze, trafił do jednego z kościołów na Morawach, a stamtąd, wskutek najazdu Kumanów, do Jászberény. Décsy ujrzał moabickie ceremonie na obrazach wyrzeźbionych na rogu.
Legendę, że na rogu potrafił zagrać tylko Lehel, obalił Gyula Káldy, dyrygent i kompozytor, który zagrał na nim potężny sygnał alarmowy. Na instrumencie zagrał również w latach 50. XX wieku Ferenc Kádár, pastor z Dévaványa, sporządzając przy tym nagranie dźwiękowe.
W górnym rzędzie rogu artysta wyrzeźbił sceny przedstawiające polowanie na jelenia, walkę z lwami, starcie centaurów i pojedynek ludzi. Na każdym z dwóch niższych pasów można zobaczyć bizantyjskiego orła cesarskiego z gryfem, jak również artystów cyrkowych, osoby grające w piłkę i siedzącego harfistę wraz z instrumentem.
Rogi, podobne do tego z Jászberény, były prawdopodobnie używane do picia trunków. Rogi, według kronik, należą do najstarszych przedmiotów użytkowych ludu węgierskiego. Róg, nie tylko u Madziarów, ale również u innych dawnych ludów koczowniczych, był oznaką godności. Zasadniczo wykonywano je z naturalnych rogów, ale nierzadko z cenniejszego materiału, kości słoniowej i ozdabiano bogatymi rzeźbieniami. W różnych muzeach europejskich znajduje się około 40 rogów podobnego wykonania i pochodzenia, zwanych olifantami.
Używanie wykonanych z rogów zwierzęcych, podobnych do rogu instrumentów sygnałowych w średniowiecznej Europie było dokumentowane już od VI wieku. Najstarsze wyobrażenie takiego instrumentu znajduje się na rzeźbie z kości słoniowej na ambonie akwizgrańskiej katedry, a następnie w pochodzącym z połowy VIII wieku Psałterzu z Cantorbery (późniejsze Canterbury). Takie, wykonane z kości słoniowej, cenniejsze egzemplarze, tzw. olifanty, wyrabiano głównie w Bizancjum, ale wydaje się, że w pierwszym rzędzie na rynek zachodnioeuropejski. Według jednej z teorii instrumenty te pierwotnie pochodziły z Azji, a Bizancjum tylko pośredniczyło w handlu, ale żaden dowód tego nie potwierdza.